# Prosciutto di Sauris
Il prosciutto di Sauris è un salume a base di carne suina a Indicazione geografica protetta, prodotto da 2 aziende nel comune di Sauris, in provincia di Udine secondo una tradizione produttiva ben definita. Si distingue tra tutti i prosciutti italiani tutelati per la leggera affumicatura ottenuta per combustione naturale esclusivamente di legna di faggio.

## Materia prima

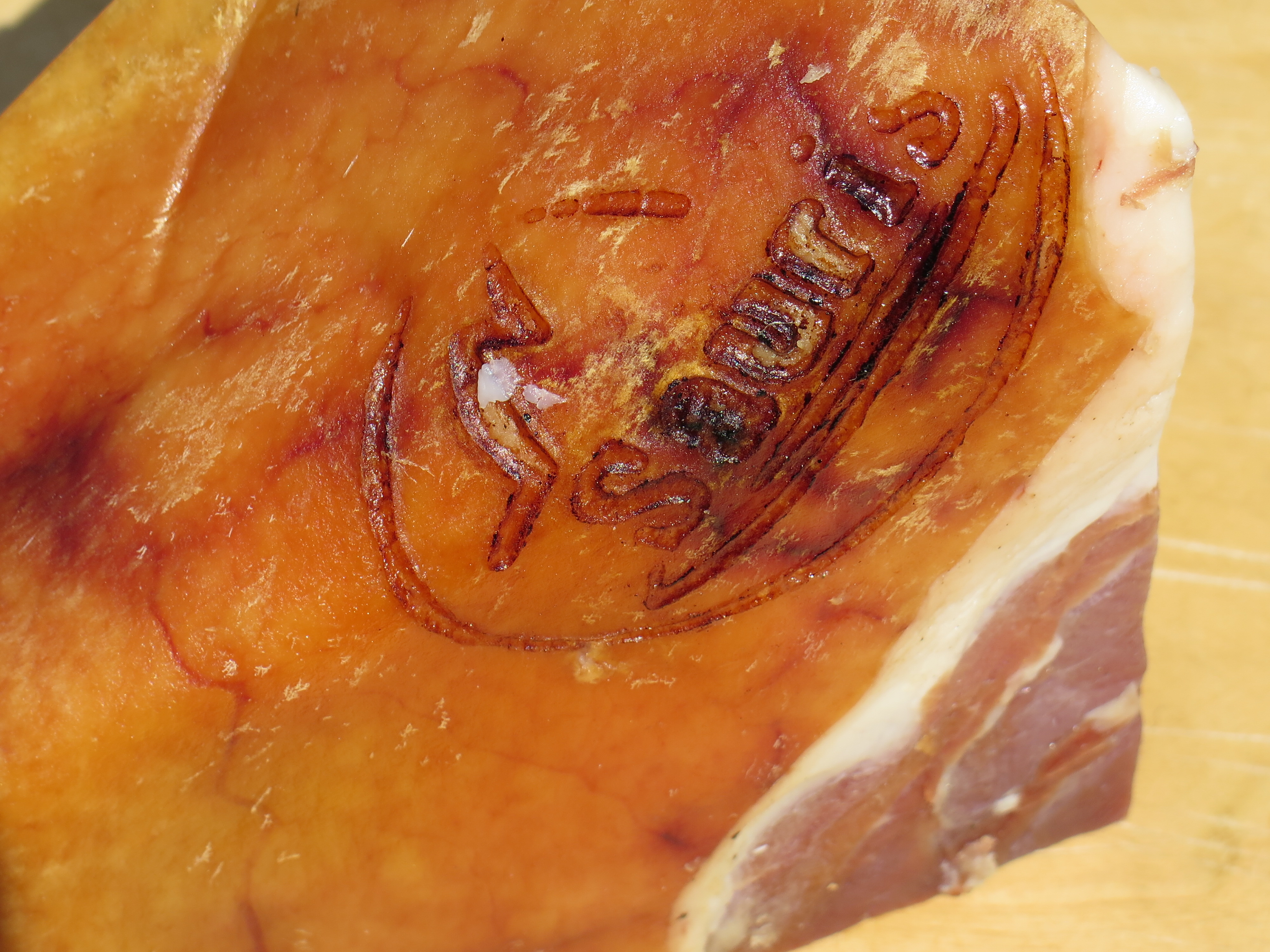
Il marchio "Sauris" impresso sulla cotenna del prosciutto

I suini utilizzati per la preparazione del prosciutto di Sauris provengono da undici regioni italiane del nord e centro Italia (prevalentemente dal Friuli Venezia Giulia), dove devono essere nati, allevati e macellati. La produzione del prodotto, dalla salatura al confezionamento, avviene a Sauris.
La dieta dei suini destinati alla produzione deve avvenire secondo un rigoroso Disciplinare di Produzione .
Gli ingredienti previsti sono esclusivamente il sale, il pepe e l'aglio. Sono vietati i conservanti. Il ciclo produttivo dura almeno 10 mesi di cui almeno 8 in stagionatura naturale.

## Caratteristiche chimico-fisiche
Il prosciutto di Sauris IGP (non sgrassato) contiene mediamente: 2,1-2,2% sodio, 58-62% acqua, 28-30% proteine e 6-7% grassi.

## Caratteristiche organolettiche
Il colore della sezione magra è uniformemente rossa-rosata; la sezione grassa è di colore bianco candido o bianco-rosato; delicato all'olfatto; il gusto inconfondibile per la dolcezza e una garbata nota di affumicato.

## Abbinamenti
Si accompagna ottimamente con vini rossi freschi e morbidi, preferibilmente dotati di effervescenza come quelli da uve Lambrusco e Croatina. Da evitare vini dalle elevate doti di acidità e sapidità che andrebbero ad esaltare il gusto salato tipico del salume, producendo uno sgradevole sentore metallico.

## Produzione
Nel 2009 sono stati prodotti oltre 40.000 prosciutti.